# 엘누르 맴매들리
엘누르 친기스 오글루 맴매들리(아제르바이잔어: Elnur Çingiz oğlu Məmmədli, 1988년 6월 29일~)는 아제르바이잔의 은퇴한 유도 선수이다. 2007년 리우데자네이루에서 열린 세계 선수권 대회에서 은메달을 획득하였고, 2008년 베이징에서 열린 하계 올림픽에서는 대한민국의 왕기춘을 13초만에 한판으로 누르고 금메달을 획득하였다.

## 생애와 경력
바쿠 출신으로 2004년에 유럽 U-17 유도 선수권 대회에서 우승하고 그 해에 아제르바이잔 선수권 대회를 제패하였다. 2005년에는 -73kg 체급으로 헝가리의 부다페스트에서 개최된 유도 월드컵에 참가하였으며, 2006년 핀란드의 탐페레에서 개최된 유럽 선수권 대회에서 프랑스의 다니엘 페르난데스를 꺾고 우승을 하였다. 2007년 리우데자네이루에서 열린 세계 선수권 대회에서는 결승전에서 대한민국의 왕기춘에게 패하여 은메달을 획득하였으며, 그 해에 로마에서 열린 유도 월드컵에서 우승을 하였다. 이듬 해인 2008년에는 함부르크 월드컵에서 우승하였고, 모스크바에서 열린 슈퍼 월드컵에서는 일본의 가토 히로타카와 함께 3위에 입상하였다. 이후 중화인민공화국의 베이징에서 열린 2008년 하계 올림픽의 73kg급에 아제르바이잔 국가대표로 참가하여 왕기춘을 경기 시작 13초만에 한판으로 꺾고 금메달을 획득하였다. 이는 아제르바이잔 역사상 최초의 올림픽 유도 메달이자 유도 금메달이다.
2010년 맴매들리는 체급을 81kg으로 올려 도쿄에서 개최된 세계 선수권 대회에 참가하였다. 그는 이 대회에서 브라질의 플라비우 칸투와 일본의 다카마쓰 마사히로에게 패하면서 5위를 하였고, 카이로 월드컵에서는 러시아의 울란 구르투예프를 꺾고 우승하였다. 2011년에는 자신의 고향인 바쿠에서 개최된 월드 마스터스 대회에 참가하여 우승을 하였고 뒤셀도르프에서 열린 유도 그랑프리에서는 3위를 하였다. 같은 해에 터키 이스탄불에서 개최된 유럽 선수권 대회에서는 몰도바의 세르지우 토마를 꺾고 금메달을 획득하였다.
2011 모스크바 유도 그랜드 슬램 대회에서는 5위를 한 맴매들리는 2011년에 참가한 마지막 대회인 아부다비 그랑프리에서는 일시적으로 체급을 90kg으로 올려 3위에 입상하였고 2012년 카자흐스탄의 알마티에서 개최된 월드 마스터스 대회에서는 다시 체급을 81kg으로 내려 우승을 차지하였다. 2012 뒤셀도르프 유도 그랑프리에서는 프랑스의 알랭 슈미트에게 패하여 3위에 머물렀고 2012 모스크바 유도 그랜드슬램에서는 90kg으로 체급을 다시 올려 참가했으나 러시아의 마고메트 마고메도프에 패하여 순위권에 들지 못하였다. 런던에서 열린 2012년 하계 올림픽에도 81kg 경기에 참가하였으나 캐나다의 앙투안 발루아포르티에에게 패하여 탈락하였다.
2013년에 다리 부상으로 은퇴를 선언했다. 같은 해 12월에 아제르바이잔 유도 연맹의 부회장으로 취임했다.

## 수상
- 2006년 유럽 선수권 대회 -73kg급 금메달
- 2007년 세계 선수권 대회 -73kg급 은메달
- 2008년 올림픽 -73kg급 금메달